# Josep Antoni Femenia Mas
Josep Antoni Femenia Mas (El Poble Nou de Benitatxell, Marina Alta, 1962) és un polític valencià, alcalde del Poble Nou de Benitatxell, i militant de Demòcrates Valencians, des de la integració del seu partit Renovació Democràtica Ciutadana (RED) en el partit valencianista de centre.
Josep Femenia va ser el cap de llista del Bloc Nacionalista Valencià de cara a les eleccions locals del 2007. Era la primera volta que el BLOC presentava llista al Poble Nou de Benitatxell i la llista va rebre el 12,66% dels vots vàlids, cosa que va suposar que el BLOC aconseguira un únic regidor eixa legislatura, tasca que Josep Femenia va dur a terme.
Femenia va repetir com a cap de llista del BLOC per a les eleccions del 2011. Esta vegada, el BLOC va multiplicar el seu suport en les urnes obtenint un 41,84% dels vots vàlids, i va guanyar les eleccions amb 6 regidors. Mitjançant un pacte amb Ciudadanos de Centro Democrático, Josep Femenia va ser investit alcalde de la localitat. S'ha interpretat estos bons resultats del BLOC a una localitat on el 49% del cens està format per ciutadans nascuts fora de l'Estat Espanyol com un càstig a l'anterior govern, afectat per casos de corrupció, però també al PP, que hauria rebut a les seues llistes a diversos càrrecs de l'anterior govern municipal.
Al cap de poc d'assolir l'alcaldia, el nou govern de Benitatxell va destapar una sèrie de fraus i contractacions amb factures falses que s'haurien portat a terme durant els governs anteriors.
Transcorreguts els cinc primers mesos amb Josep Femenia al capdavant del govern, El Poble Nou de Benitatxell va aconseguir pagar dins del termini a les empreses proveïdores de l'ajuntament, gràcies a un pla de racionalització i control de la despesa pública, alhora que deixava sense pagar certes factures per sospitar que la seua contractació per part de l'anterior govern va ser irregular.
L'any 2013 és expulsat del Bloc, romanent en el càrrec d'alcalde com no adscrit. Posteriorment s'integra en el partit Renovació Democràtica Ciutadana (RED), amb el qual guanya les eleccions municipals de 2015. Roman com a alcalde fins a 2018, quan és apartat mitjançant una moció de censura.